# Élections générales britanniques de février 1974 en Écosse
Des élections générales britanniques ont lieu le 28 février 1974 pour élire la 46e législature du Parlement du Royaume-Uni. L'Écosse élit 71 des 635 députés.

## Résultats
| Partis | Partis       | Voix      | Voix  | Voix       | Total des sièges | Total des sièges | Total des sièges |
| Partis | Partis       | Votes     | %     | +/−        | Sièges           | +/−              |                  |
| ------ | ------------ | --------- | ----- | ---------- | ---------------- | ---------------- | ---------------- |
|        | Travailliste | 1 057 601 | 36,6  | 7,9        | 40 / 71          | 4                |                  |
|        | Conservateur | 950 668   | 32,9  | 5,1        | 21 / 71          | 2                |                  |
|        | SNP          | 633 180   | 21,9  | 10,5       | 7 / 71           | 6                |                  |
|        | Libéral      | 229 162   | 7,9   | 2,4        | 3 / 71           | stagnation       |                  |
|        | Communiste   | 15 071    | 0,5   | 0,1        | 0 / 71           | stagnation       |                  |
|        | Autres       | 1 393     | 0,1   | 0,1        | 0 / 71           | stagnation       |                  |
| Total  | Total        | 2 887 075 | 100,0 | stagnation | 71 / 71          | stagnation       |                  |